# 徐肇銓
徐肇銓（？—？）吉林省长春县人，中华民国政治人物。

## 生平
徐肇銓早年自吉林优级师范学校卒业。曾任地方科长。1916年2月至8月，曾任长春县劝学所所长。
1918年，徐肇銓出任中华民国第二届国会参议员。1920年，第二届国会解散。